# Sant'Alessio (Lucca)
Sant'Alessio is een plaats (frazione) in de Italiaanse gemeente Lucca.